# 土耳其航空452號班機空難
土耳其航空452號班機空難是土耳其航空一班的來回阿塔蒂尔克国际机场至安塔利亞機場定期航班，1976年9月19日，一架波音727客機因為飛行員操作失誤墜毀於安塔利亞機場西北60英里（97公里）伊斯帕爾塔附近山區，造成154名乘客死亡。
土耳其航空452號班機空難是波音727第二嚴重的空難，也是土耳其本土史上最嚴重的航空事故。